# 马克斯·泰累尔
马克斯·泰累尔（英語：Max Theiler，1899年1月30日—1972年8月11日），又译马克斯·蒂勒，南非微生物学家。1951年由于研发黃熱病疫苗而获得了诺贝尔生理学或医学奖。

## 早年教育
1899年1月30日，泰累尔出生于德兰士瓦共和国（南非共和国）当时的首都比勒陀利亚。他的父亲阿诺德是旅居南非的一位瑞士兽医细菌学家，知识基础相当深厚。他的母亲艾玛·芝第文化修养颇高，她亲自担任小泰累尔的启蒙教师，注重培养泰累尔的探索欲和一步一个脚印的学习精神。泰累尔在比勒陀利亚男子高中、罗德大学学院和开普敦大学医学院完成了早期的学业。
1922年，泰累尔远渡重洋，到伦敦圣托马斯医院附属医学院深造，并于当年转入伦敦热带医学院进修。他很快被批推参加英国皇家外科医师学会，并荣获皇家内科医师学会开业证书和热带医学及卫生学博士学位。院方认为他是研究热带病的杰出人才，推荐他到著名的美国哈佛大学热带医学系去工作。从1922年冬抵达波士顿到1930年加入洛克菲勒基金会这几年，他先是在哈佛大学热带医学系任助教，不久便提升为讲师。他边教学边研究，写出了不少学术论文，开始在医学界崭露头角。

## 研究
丰富的医学史知识使他坚信：黄热病和其他一切疾病一样不会是不治之症。1925年，一批美国科学家再次到西非去开始黄热病调查工作，他也参加了这次调查。回到哈佛后，他通过多次对白鼠脑内注射和其他方式的注射，解剖观察黄热病病毒进入白鼠脑内之后所产生的变化，他查明了黄热病病毒引起脑脊髓炎的病变过程。通过多次对恒河猴作皮下注射和肠胃外注射，解剖观察黄热病病毒进入猴体内之后的情形，泰累尔查明了黄热病病毒进入猴和人体之后引发高烧、黃疸、出血等症状的过程和原因。他精确地测出了黄热病病毒进入猴体或人体后各个阶段的活动时间。从前李德曾假设，黄热病病毒在人体内要有几个星期的潜伏期，而泰累尔用实验否定了这个假设。他提出，黄热病的潜伏期平均为三昼夜十七小时，最短的是二昼夜二十二小时，最长的是六昼夜二小时；潜伏期长达十天的现象也偶尔出现过，但极其罕见。在潜伏期内，病毒总是向区域淋巴结聚集，大量增殖。三、四天后渗入血液，才开始为非作歹。在大量破坏血液，使思者发高烧之后，便侵入肝、脾、肾，心等内脏，使之发生病变，导致黄疽和出血。最后则袭击骨髓、淋巴結，造成患者瘫痪。患者死亡大都发生在病毒损害其内脏的阶段。
西非调查的结果，使泰累尔清楚地看到，西南非和南美广大农村的情况和西欧北美城镇的情况大不一样，不能只依靠灭蚊运动来遏制黄热病。城镇地区有自来水设备，再加上一些消毒措施，就可以有效地杀灭蚊子。而广大农村则不然。对于农村来说，最简便有效的办法是接种疫苗。所以，在西非调查结束后，泰累尔便立即开始了黄热病疫苗的研制。
一开始泰累尔往自己身上注射病毒，但收效甚微。1930年，他应邀到洛克菲勒基金会国际卫生部病毒实验室，继续研究黄热病病理，同时继续研制黄热病疫苗。这时他已经知道，白鼠在脑内注射黄热病病毒之后会得脑脊髓炎，但其心、肾、肝等内脏均不受损，而人和猴子得了黄热病，其内脏却会受到损害。他又发现黄热病病毒经白鼠接种之后便发生变异。用皮下注射法把这种变异株注射给猴子，猴子体内就能产生对黄热病的免疫力，它的内脏不会受损害。但如果把变异株注射给人，还会对人的肾脏产生不利影响，且毒性对人的神经系统危害也很大。
后来有人发现，将这种变异株同取自黄热病后康复的人的血清混合，再注射给人，可以使人获得大约6个月的黄热病免疫力，人的内脏和神经系统也不受损害。问题是人的免疫血清不可能大量制取。经过多次试验，泰累尔终于发现，组织培养法是个行之有效的方法。用这种方法可以制取大量合乎需要的疫苗菌株。黄热病病毒在经过组织培养之后，其毒性大大降低，可以作为黄热病疫苗来使用。但在试验过程中，泰累尔曾遇到一个极大的难题；未发生变异的泛亲性黄热病病毒，在组织培养基中很难存活。直到1936年。他才发现在鼠胚胎粉碎组织的匀浆中培养，可以使末变异的黄热病病毒存活。经与哈根、洛伊德、莱西·史密斯等人合作，并对黄热病病毒作更进一步的研究之后，1937年用多次继代移植方法使这种变异株在鸡胚胎粉碎组织中繁殖起来。这是首个成功的黄热病疫苗，后来被命名为17D黄热病疫苗。
除了黄热病疫苗，泰累尔对阿米巴痢疚、脑脊髓炎、日本型脑炎、鉤端螺旋體病、立克次体病、科罗拉多壁虱热等疾病也有所研究。

## 个人生活
1928年泰累尔与莉莲·格拉汉姆（1895-1977）结婚，二人有一个女儿。1972年8月11日，泰累尔逝世于美国纽黑文。